# Capella de la Verge dels Socors d'Agramunt
La Capella de la Verge dels Socors d'Agramunt és una capella del municipi d'Agramunt (Urgell) inclosa en l'Inventari del Patrimoni Arquitectònic de Catalunya.

## Descripció
És un edifici religiós rectangular de petites dimensions construït amb paredat comú. La portalada s'hi observa un petit cos amb campanar al vèrtex superior. La porta principal de mig punt està aixoplugada per una coberta a dues aigües de fusta que sobresurt notablement. A dita portalada s'hi accedeix mitjançant quatre graons de pedra. L'interior és de nau única i està cobert per una falsa volta feta amb totxo sobre una imitació de trompes i queda separada de la volta que cobreix l'altar per una arcada de mig punt.

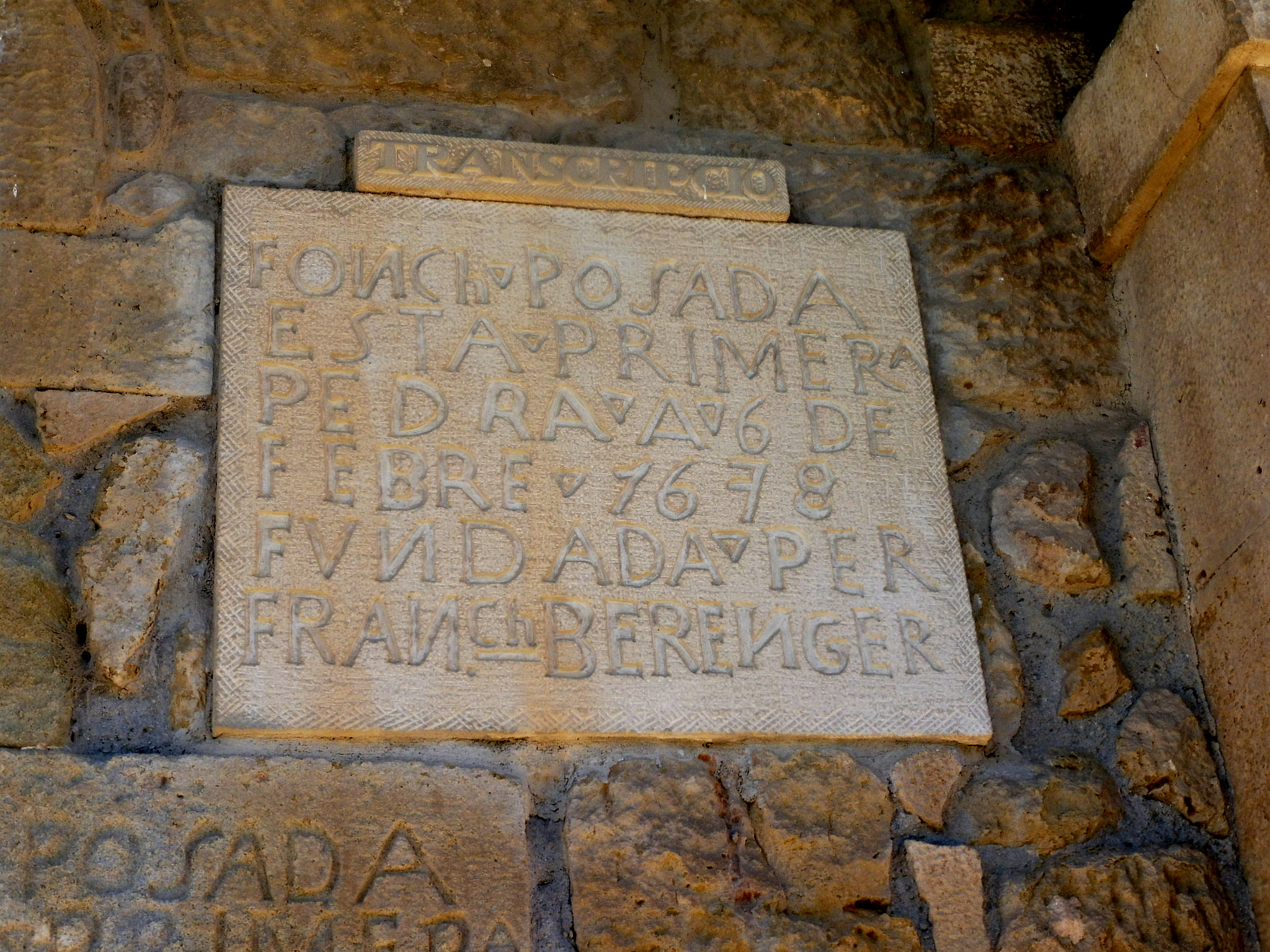
Transcripció del tex de la placa

 A la façana hi ha una inscripció al costat dret de la porta que diu: Fonch posada/ esta primera/ pedra a 6 de/ febrer 1678/ fundada per/ Franch Berenger/. És la primera pedra de la capella. El seu estat de conservació està molt desgastada.

## Història
Aquella capella fou construïda (segons llegenda) perquè uns pastors varen trobar la bellíssima imatge de la Mare de Déu dels Socors perduda enmig d'uns matolls a prop del riu Sió. Al seu honor li varen aquesta ermita. Durant dos segles i mig fou el punt de trobada dels devots de la patrona, la Verge dels Socors, i marc adient de moltes celebracions religioses festives.